# Agrilus granulatus
Agrilus granulatus é uma espécie de escaravelho perfurador de madeira metálico da família Buprestidae. É conhecida a sua existência na América do Norte.

## Subespécies
Estas quatro subespécies pertencem à espécie Agrilus granulatus:
- Agrilus granulatus granulatus (Diz, 1823)
- Agrilus granulatus liragus Permuta & Brown, 1949
- Agrilus granulatus mojavei Knull, 1952
- Agrilus granulatus populi Fisher, 1928